# التا (ایندیانا)
التا، ایندیانا (به انگلیسی: Alta, Indiana) یک منطقهٔ مسکونی در ایالات متحده آمریکا است که در ایندیانا واقع شده‌است.

## خصوصیات
التا ۱۵۲ متر بالاتر از سطح دریا واقع شده‌است.